# Idiciu, Mureș
Idiciu (în dialectul săsesc  Belleschterf, în germană Bellesdorf, Belleschdorf, Bolleschdorf, Belisdorf, Billesdorf, Bollesdorf, în maghiară Jövedics) este un sat în comuna Bahnea din județul Mureș, Transilvania, România.

## Imagini

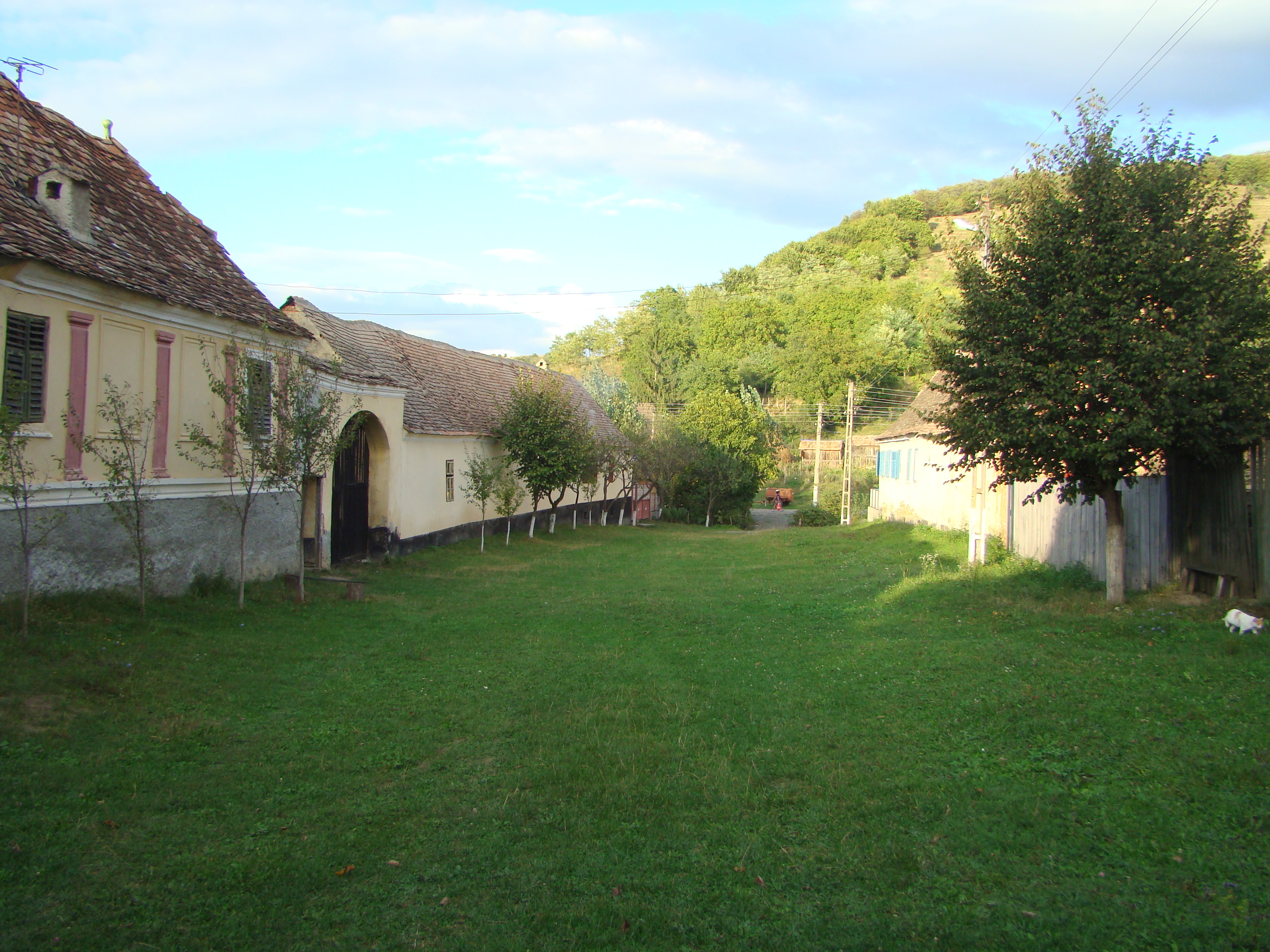
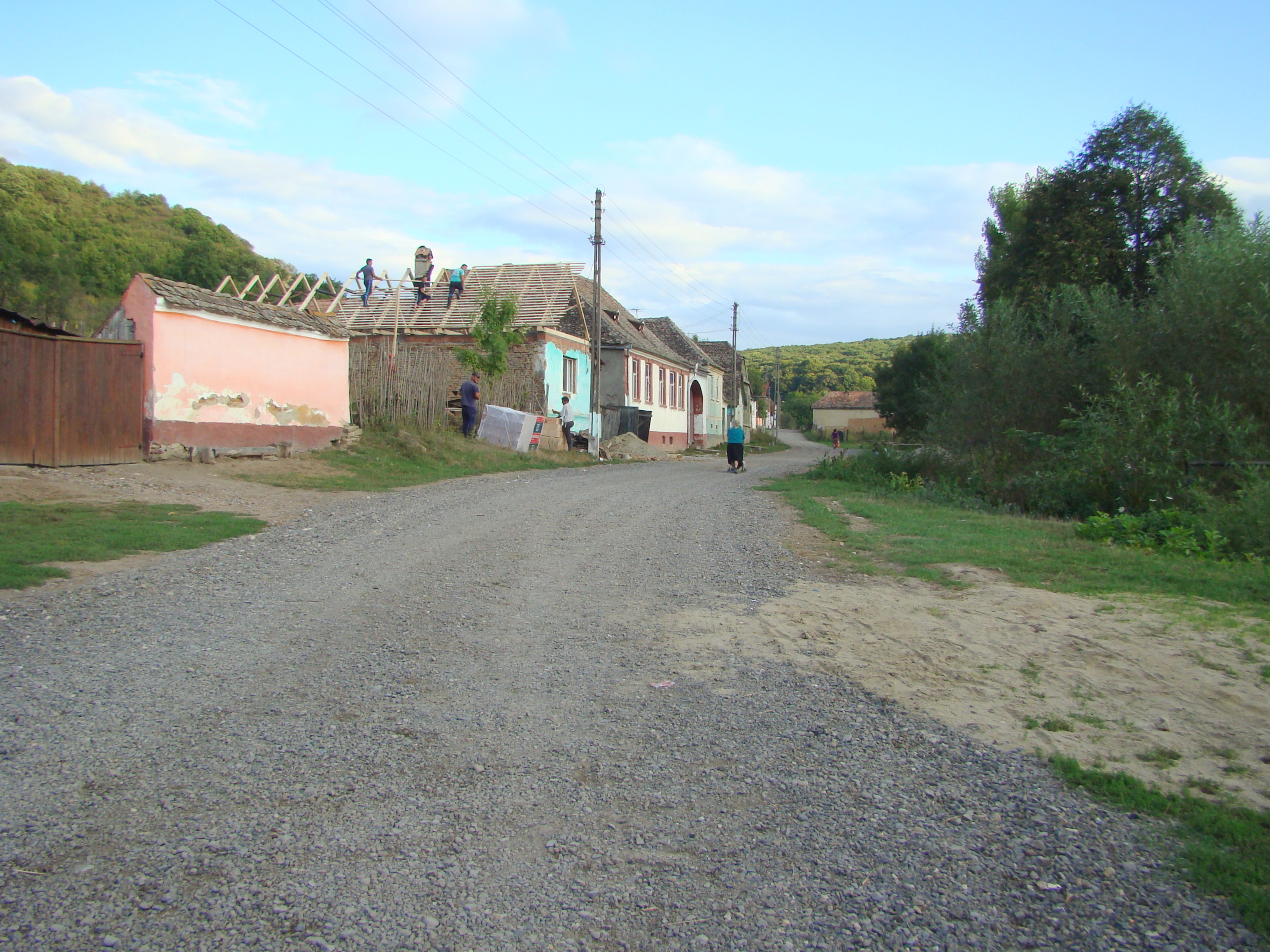
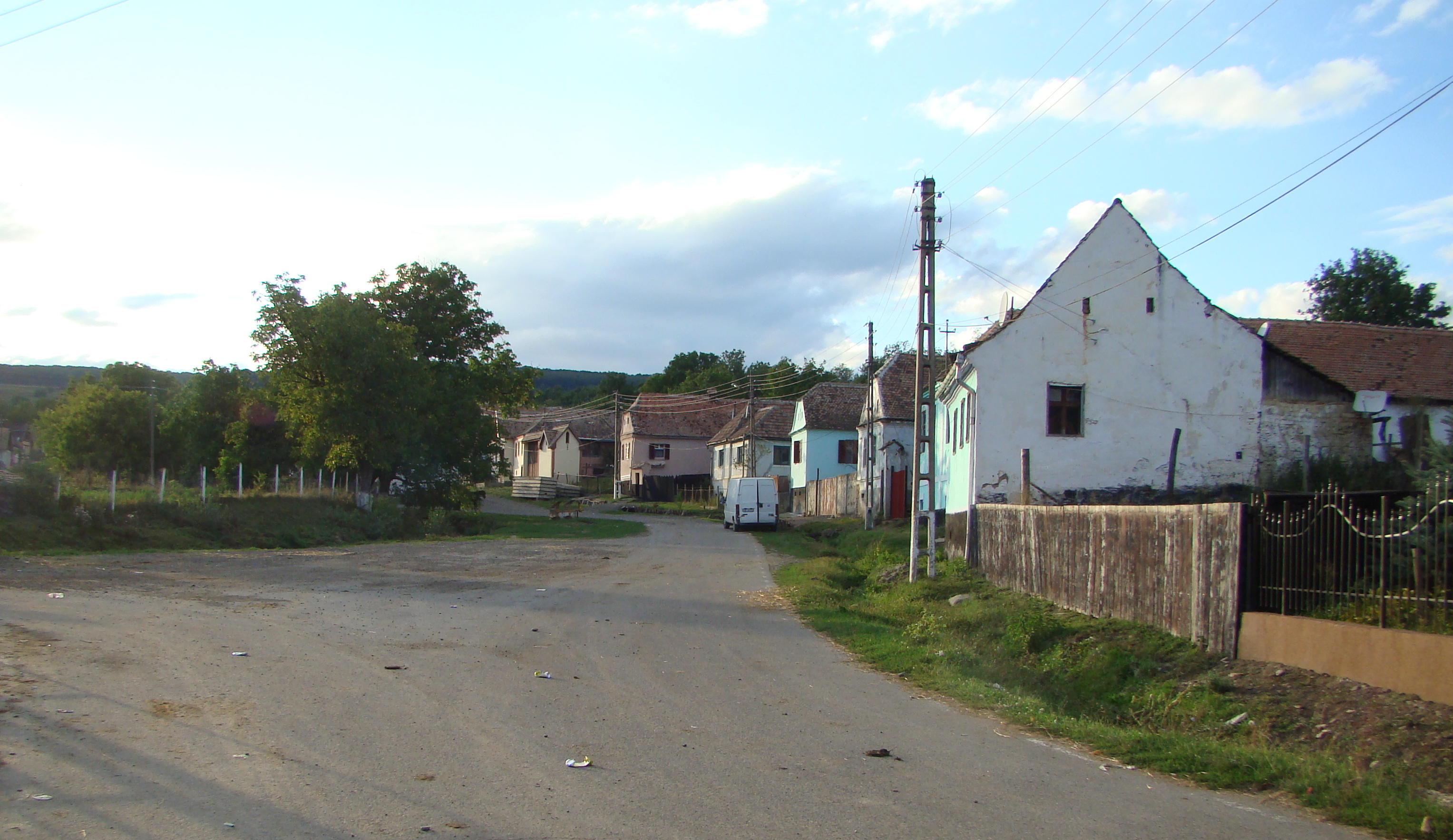
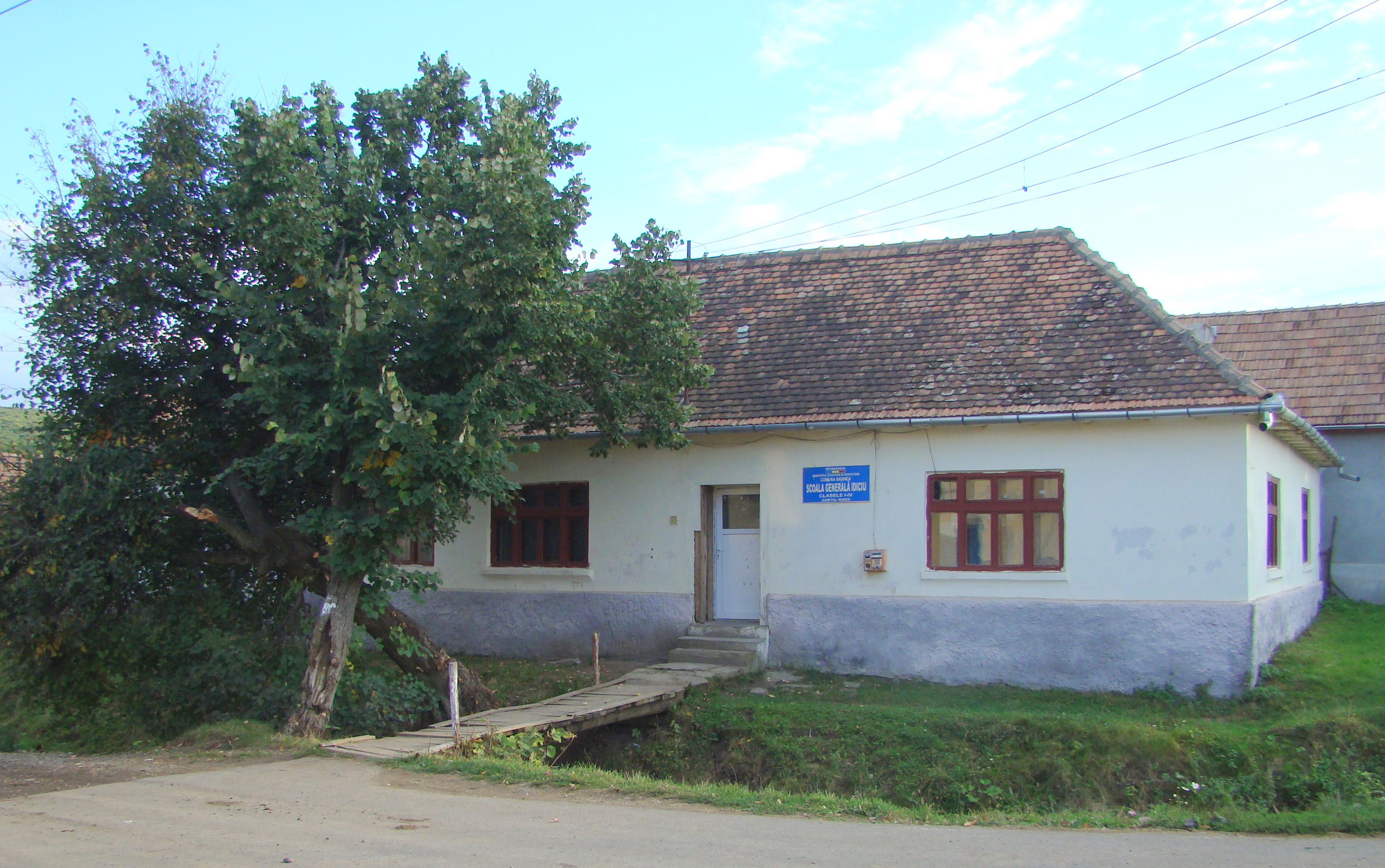
Școala
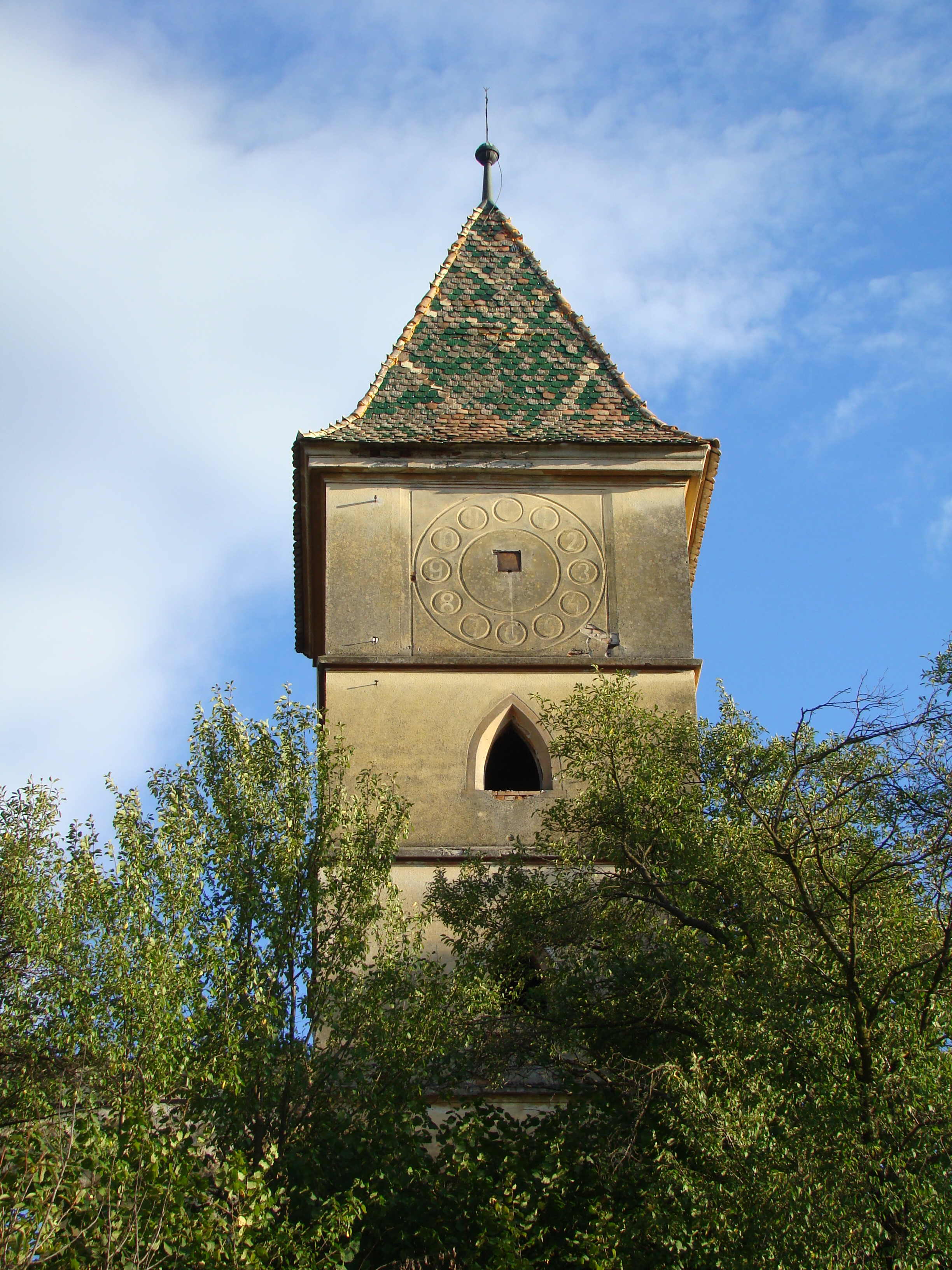
Biserica evanghelică, abandonată și năpădită de vegetație
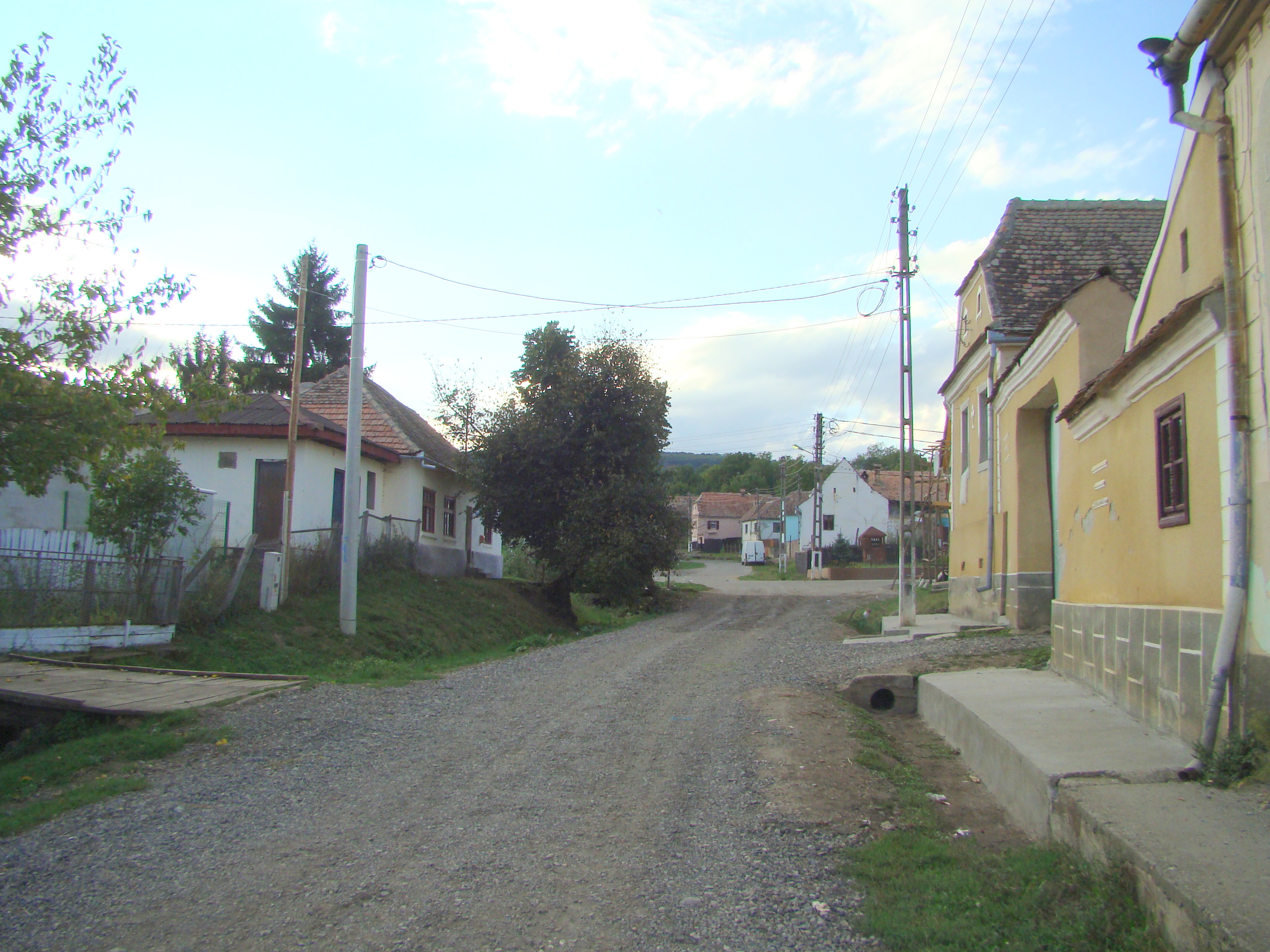